# ニコラエ・ミテア
ニコラエ・ミテア（Nicolae Mitea, 1985年3月24日 - ）は、ルーマニア・ブカレスト出身のサッカー選手、元ルーマニア代表。ポジションはウイング。

## 経歴

### クラブ
ディヴィジアAのFCディナモ・ブカレストでキャリアを開始する。2002年11月24日のFCブラショフ戦 (1-0)において、17歳でプロデビューを飾り、以来、デビューシーズンは9試合に出場し、クパ・ロムニエイのタイトルを獲得した。

#### アヤックス
2008年7月にアヤックス・アムステルダム (オランダ1部)のトライアルを受けにオランダへと渡り、親善試合で5試合1得点を記録すると、ユースチームの方にも参加し、ADO'20戦で1試合1得点を挙げるなどのプレーを見せてロナルド・クーマン監督に称賛され、8月1日にアヤックスと2年+2年延長オプションで契約した。サンデル・ボスフケル、ヴェスレイ・ソンク、ジュリアン・エスキュデ、ズデニェク・グリゲラに続く5人目の新戦力となった。
2003年9月13日に本拠地でのRKCヴァールヴァイク戦 (4-1)で77分にトム・スタールスとの交代で初出場を飾り、1ヶ月後の10月5日に行われた敵地FCフローニンゲン戦 (3-1)において、再びスタールスとの交代で出場し、89分に初得点を挙げた。10月22日にUEFAチャンピオンズリーグ 2003-04のセルタ・デ・ビーゴ戦 (1-0)において、主将のラファエル・ファン・デル・ファールトが負傷したことにより、前半で途中出場し、UEFAチャンピオンズリーグ初出場を飾った。シーズンが進むに連れて、ヴィクトル・シコラ、スタールスとの左ウイングの定位置争いを制したミテアは、2004年2月のPSVアイントホーフェン戦 (2-1)において、左サイドから突破してシュートを放つと、相手GKロナルト・ヴァーテリュースに一旦は防がれるも、同選手が掴み損ねたボールに詰め寄って決勝点を挙げる等の活躍を見せ、右サイドに適任者が現れないチーム事情からクーマン監督に右のミテアを欲しいと言わしめた。4月13日にオプションが行使され、契約を2007年1年まで延長した。18歳ながら、デビューシーズンの2003-04シーズンに23試合7得点を記録し、リーグ優勝に貢献した結果、2000年に同郷のクリスティアン・キブも獲得したチームの最優秀新人に贈られるマルコ・ファン・バステン賞をシーズン終了後の5月9日に受賞し、ルート・クロルアシスタントコーチとルイ・ファン・ハールテクニカル・ディレクターから称賛の言葉を貰った。しかし、授与から数日後に鼠径部の手術を受けたように不安を抱えており、ルーマニア代表デビューを飾った2003-04シーズンとは打って変わり、翌2004-05シーズンは21試合2得点と停滞し、2005-06シーズンは更なる困難が待ち受けていた。
2005-06シーズン開幕前の2005年7月31日にアムステルダム・トーナメントでのボカ・ジュニアーズ戦で内側靭帯を損傷すると、復帰に1ヶ月程度と見込まれていたが、状態は芳しくなく、8月18日に手術の為に半年から9ヶ月の長期離脱が発表された。その苦しい状況下にありながらも、クラブから将来性を高く評価され、2006年1月24日に契約を2009年までの2年延長している。最終的に同シーズンは、2006年4月9日のAZアルクマール戦において、マウロ・ロサレスと交代で試合終了間際の90分に初出場を飾り。UEFAチャンピオンズリーグ 2006-07出場権を懸けた4月23日のフェイエノールトとのプレーオフ (4-2)で初得点を挙げた。
2006-07シーズンもハムストリングの負傷に悩まされたことで、アヤックスのリザーブチームであるヨング・アヤックスにおいて、2006年10月30日のヨング・トゥエンテ戦 (4-4)まで出場出来ず、また、ライアン・バベルの台頭から復帰後も出場機会は制限され、8試合2得点にとどまっていた。そのバベルが翌2007-08シーズンに移籍したが、自身の軽傷に加え、ヘンク・テン・カテ監督が左サイドにルイス・スアレスとアルベルト・ルケを充てたように構想外となり、アドリー・コスター暫定監督就任以降も状況は変化せず、それどころか左サイドバックや中盤でプレーしていたウルビー・エマヌエルソンまでもが左サイドで起用されていた。2007-08シーズンを未出場で終えた後、マルコ・ファン・バステン新監督は構想外であると語ったことで、自身も退団の意思を表明し、許可される。そのミテアに対し、同郷のミルチェア・ルチェスク監督率いるシャフタール・ドネツク、アヤックスがシャビ・プリエト獲得の一環としてレアル・ソシエダへの移籍の可能性があったが、どれも実現せず、また、同郷のシュテファン・ラドゥが在籍するSSラツィオとの交渉は年俸の問題で破談した。2008年8月31日にクラブとの契約を解除し、自由契約選手となった。

#### ディナモ・ブカレスト復帰
2008年9月1日にマリウス・ニクラエ、ガブリエル・タマシュに続く3人目の新戦力として、古巣のFCディナモ・ブカレストと4年契約の年俸25万ユーロで復帰する。首位を走るチームの中にあって、約2年プレーから遠ざかっていた影響は大きく、右サイドのガブリエル・トルジェ、トップ下のアンドレイ・クリステア、本職の左サイドでは、年齢による衰えが見えるガブリエル・ボシュティナからも定位置を奪えず、無得点どころか、遂にはリザーブチーム送りとなっており、その為、冬の移籍市場での放出候補に挙げられた。しかし、冬季キャンプの親善試合で得点を量産したことで残留を勝ち取り、チームのミルチェア・レドニク監督からは、現状維持が出来れば、代表への復帰の扉が開かれるだろうと期待を寄せられ、自身もガゼタ・スポルトゥリロル紙でのインタビューに対し、同僚のボグダン・ロボンツとタマシュが招集されたことを称賛しつつ、度重なる負傷で代表から遠ざかったことへの悔しさを覗かせ、再招集されることを願った。だが、後半戦で2度の負傷離脱をした影響から定位置を奪取出来ず、また、リーグ優勝を逃したことでUEFAチャンピオンズリーグ 2009-10出場権獲得に失敗したこと、更に年俸25万ユーロと伝えられていたが、実際にはリーグトップクラスの40万ユーロを受け取っていたことがチームの負担となりったこと等が重なり、放出リストに掲載された。なお、クラブから4ヶ月給料が支払われていなかった。
その後、クラブとの話し合いの際に給料半額を提示されたが、これを拒否して契約解除を求めたミテアに対し、クラブ側から「ニッキー、君の1分あたりの給料はレアル・マドリードで1300万ユーロを受け取っているクリスティアーノ・ロナウド以上だということを忘れないでくれ」と痛烈に批判され、退団となった。2度目のディナモ・ブカレストでは12試合 (先発1試合)0得点、出場時間244分に終わった。

#### 無所属
2009年8月4日に自由契約選手となる。自分を雇えることが出来るのは、FCラピド・ブカレストとFCステアウア・ブカレストだけであり、しかし、同じ首都ブカレストに居を構えるライバルへの移籍は考えられない為、リーガ1でプレーすることはないだろうと語ったが、その強気な発言とプライドが仇となり、なかなかチームが決定せず、結局無所属のまま、2009-10シーズンに突入した。
年を跨いだ2010年1月19日にブルガリアプロサッカーリーグ (ブルガリア1部)で最多優勝を誇る名門PFC CSKAソフィアへの移籍の噂が浮上する。経緯は、ミテアがデビューした際のヨアン・アンドネ監督が1月にCSKAソフィアの監督に就任すると、フローレンティン・ペトレとダニエル・パンクの同郷2人を獲得しており、さらに、ヤニス・ジクへオファーをしたからだった。その後、6月にはCFRクルージュへの噂があり、自身も乗り気だったが、噂は立ち消え、8月にはNACブレダに練習生として参加するも契約には至らなかった。

#### イオニコス
2010年9月にギリシャ・フットボールリーグ (ギリシャ2部)のイオニコスFCと2年契約で合意に達する。しかし、当初の契約では1シーズンの年俸20万ユーロだったはずが、実際には2シーズン合計だったことがギリシャに到着した際に判明し、これを騙されたとしたミテアは契約を破棄した。

#### ペトロルル・プロイェシュティ
2011年6月14日のインタビューにおいて、ルーマニア国内はスキャンダルばかりが先行する為に国外で静かにプレーしたいと語っていたものの、22日に昇格チームのFCペトロルル・プロイェシュティへ行くことが決定し、29日に2年契約を締結したことが正式発表される。8月13日のラピド・ブカレスト戦で83分から初出場を飾り、795日ぶりにプレーをすると、9月20日にクパ・ロムニエイのCSコンコルディア・キアジナ戦で1600日ぶりの得点を記録し、更に6日後の古巣ディナモ・ブカレストとのリーグ戦でも得点した。このまま順風満帆に行くと思われたが、以後は度重なる負傷から戦力外となり、契約解除で退団した。

#### 再び無所属に
2012年1月13日に再びCSKAソフィアへの噂が持ち上がる。経緯は、CSKAソフィアがエースのジクを230万ユーロで浦項スティーラースへ売却したことで後釜を探していたところを、ミテアの代理人が売り込みをしたことだった。だが、最終的に噂は立ち消え、公園やジムでトレーニングの日々を送った。
2013年7月にCSコンコルディア・キアジナとの契約が決定する。負傷の問題から、すぐさまプレーすることは出来ず、10月でのプレーを目処とし、それまでの期間をリザーブチームで調整をしていた。そして、10月になると、12日にASCコロナ・ブラショフとの親善試合 (1-1)において、トップチームの試合に初出場を飾り、最後の10分間をプレーしたが、最終的に負傷の問題で公式戦に出場出来ず、2014年2月27日に契約解除が発表された。退団後のミテアは、33、4歳まで現役生活を続行したいとの思いから、世界中の様々なクラブに経歴書を送る傍ら、ルーマニアの有名人が参加するリアリティ番組にも出演した。

### 代表
2003年8月のウクライナ戦において、ルーマニア代表として初出場を飾り、2005年3月30日に2006 FIFAワールドカップ・ヨーロッパ予選のマケドニア戦で初得点を含む2得点を挙げた。

### 私生活
若手の頃には、ルーマニアの姉妹アイドルユニットバンビで活動する姉ラルーカ・タナーセ (Raluca Tănase)との交際で話題を振りまいた。

## 個人成績

### クラブでの成績
出典:
| 所属クラブ                   | シーズン         | リーグ                       | リーグ | リーグ | カップ | カップ | 国際大会 | 国際大会 | 合計 | 合計 |
| 所属クラブ                   | シーズン         | 所属リーグ                   | 出場   | 得点   | 出場   | 得点   | 出場     | 得点     | 出場 | 得点 |
| ---------------------------- | ---------------- | ---------------------------- | ------ | ------ | ------ | ------ | -------- | -------- | ---- | ---- |
| ディナモ・ブカレスト         | 2002-03          | ディヴィジアA                | 9      | 0      |        |        |          |          | 9    | 0    |
| ディナモ・ブカレスト         | 合計             | 合計                         | 9      | 0      |        |        |          |          | 9    | 0    |
| アヤックス                   | 2003-04          | エールディヴィジ             | 23     | 7      | 1      | 0      | 4        | 0        | 28   | 7    |
| アヤックス                   | 2004-05          | エールディヴィジ             | 21     | 2      | 2      | 0      | 6        | 1        | 29   | 3    |
| アヤックス                   | 2005-06          | エールディヴィジ             | 1      | 0      | 1      | 1      | 0        | 0        | 2    | 1    |
| アヤックス                   | 2006-07          | エールディヴィジ             | 8      | 2      | 7      | 1      | 1        | 0        | 16   | 3    |
| アヤックス                   | 2007-08          | エールディヴィジ             | 0      | 0      | 0      | 0      | 0        | 0        | 0    | 0    |
| アヤックス                   | 合計             | 合計                         | 53     | 11     | 11     | 2      | 11       | 1        | 75   | 14   |
| ディナモ・ブカレスト         | 2008-09          | リーガ1                      | 12     | 0      | 1      | 0      | 1        | 0        | 14   | 0    |
| ディナモ・ブカレスト         | 合計             | 合計                         | 12     | 0      | 1      | 0      | 1        | 0        | 14   | 0    |
| イオニコス                   | 2010-11          | ギリシャ・フットボールリーグ | 0      | 0      | 0      | 0      | -        | -        | 0    | 0    |
| イオニコス                   | 合計             | 合計                         | 0      | 0      | 0      | 0      | -        | -        | 0    | 0    |
| ペトロルル・プロイェシュティ | 2011-12          | リーガ1                      | 2      | 1      | 1      | 1      | -        | -        | 3    | 2    |
| ペトロルル・プロイェシュティ | 合計             | 合計                         | 2      | 1      | 1      | 1      | -        | -        | 3    | 2    |
| コンコルディア・キアジナ     | 2013-14          | リーガ1                      | 0      | 0      | 0      | 0      | -        | -        | 0    | 0    |
| コンコルディア・キアジナ     | 合計             | 合計                         | 0      | 0      | 0      | 0      | -        | -        | 0    | 0    |
| キャリア通算成績             | キャリア通算成績 | キャリア通算成績             | 76     | 12     | 13     | 3      | 12       | 1        | 101  | 16   |

### 代表での成績
出典:
| ルーマニア代表 | ルーマニア代表 | ルーマニア代表 |
| 年             | 出場           | 得点           |
| -------------- | -------------- | -------------- |
| 2003           | 2              | 0              |
| 2004           | 2              | 0              |
| 2005           | 4              | 2              |
| Total          | 8              | 0              |

#### 代表での得点
出典:
| #  | 開催日        | 開催地   | 対戦国       | スコア | 結果 | 大会                        |
| -- | ------------- | -------- | ------------ | ------ | ---- | --------------------------- |
| 1. | 2005年3月30日 | スコピエ | 北マケドニア | 0-1    | 1-2  | 2006 FIFAワールドカップ予選 |
| 2. | 2005年3月30日 | スコピエ | 北マケドニア | 1-2    | 1-2  | 2006 FIFAワールドカップ予選 |

## 獲得タイトル
クラブ
 FCディナモ・ブカレスト
- クパ・ロムニエイ : 2002-03

 アヤックス・アムステルダム
- エールディヴィジ : 2003-04
- KNVBカップ : 2005-06, 2006-07
- ヨハン・クライフ・スハール : 2005, 2006, 2007